# Göteborg
Göteborg (italiano: [ˈɡøtebɔrɡ], svedese: [jœtəˈbɔrj] ), in italiano anche Gotemburgo, è un comune e una città della Svezia meridionale, situata nella contea di Västra Götaland di cui è capoluogo e collocata nella provincia storica del Västergötland, sebbene alcuni sobborghi cittadini si estendano nella provincia di Bohuslän. Fu fondata nel 1621 dal re Gustavo II Adolfo.
Göteborg ha circa mezzo milione di abitanti, è la seconda città più popolosa della Svezia dopo Stoccolma e la quinta dell'Europa settentrionale. Se si considera l'intera area metropolitana, gli abitanti ammontano a circa 940 000.

## Origini del nome
La parola Göteborg viene da Göta borg (letteralmente "forte del fiume Göta" o meglio "forte dei Götar"), che è il forte sul fiume Göta älv (il fiume Göta, ovvero il "fiume dei Götar") costruito per proteggere il porto, creato per essere la porta principale della Svezia per il commercio con l'occidente.
La città deve il suo nome infatti alla tribù germanica dei Götar o Gutar (anche Gotlandi) presente nella regione (chiamata per loro Götaland, "terra dei Götar"), da cui discendono i Geati (quelli che rimasero nella Götaland) e i Goti (quelli che emigrarono nel resto d'Europa), tutti originari della regione (Götaland), corrispondente oggi alla parte meridionale della Svezia.

## Geografia fisica
Göteborg è situata sulla costa occidentale della Svezia meridionale sulla foce del fiume Göta älv che attraversa la città e forma, sulla destra orografica, l'isola di Hisingen, la quale è collegata alla città da due ponti e da un sottopassaggio. La città è situata all'incirca a metà strada fra Oslo e Copenaghen, capitali rispettivamente della Norvegia e della Danimarca.
Grazie all'effetto mitigatore della corrente del Golfo, Göteborg ha un clima piuttosto mite. Le temperature invernali, infatti, raramente scendono sotto i −10 °C, al contrario di altre città poste alla stessa latitudine, come ad esempio accade a Riga o in molte città del Canada e della costa occidentale degli Stati Uniti. Le estati, invece, sono piuttosto fresche, anche se non sono rare le giornate in cui il termometro sfiora i 30 °C. Infine, le precipitazioni sono piuttosto abbondanti e distribuite regolarmente durante l'anno.

## Amministrazione

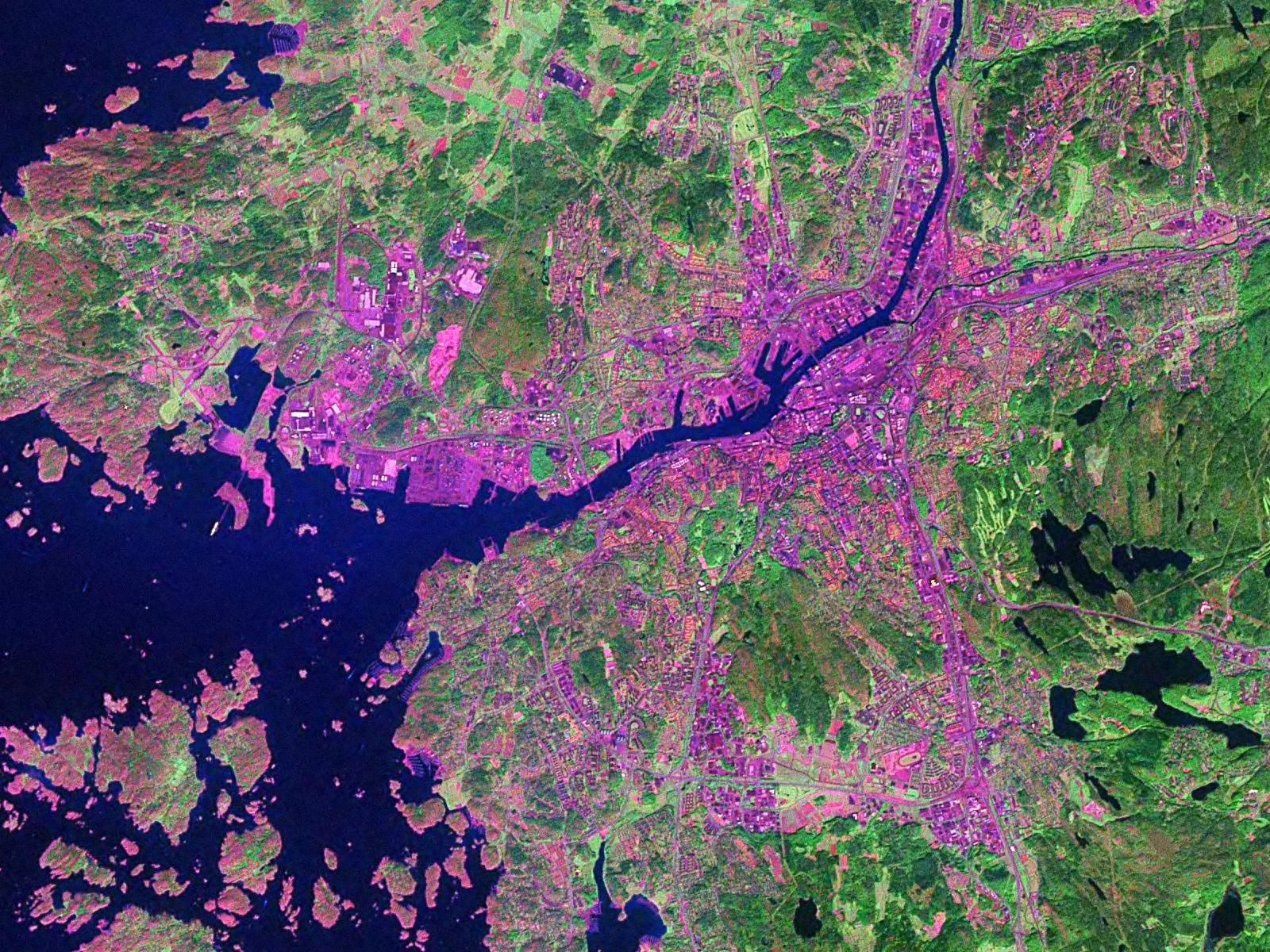
Göteborg dal satellite

La città di Göteborg è una municipalità governata da un consiglio comunale (kommunfullmäktige) eletto in modo diretto. A livello amministrativo è suddivisa in 21 circoscrizioni (stadsdelsnämnder) che hanno la responsabilità delle scuole elementari e dei servizi culturali e ricreativi delle loro aree di pertinenza.
- Askim
- Backa
- Bergsjön
- Biskopsgården
- Centrum
- Frölunda
- Gunnared

- Härlanda
- Högsbo
- Kortedala
- Kärra-Rödbo
- Linnéstaden
- Lundby
- Lärjedalen

- Majorna
- Styrsö
- Torslanda
- Tuve-Säve
- Tynnered
- Älvsborg
- Örgryte

Il consiglio comunale è composto da 81 membri eletti ogni quattro anni. I seggi dell'assemblea cittadina risultanti dalle elezioni amministrative del 2010 sono così distribuiti:
- Socialdemokraterna (Partito Socialdemocratico), 25 consiglieri
- Moderaterna (Partito Moderato), 23 consiglieri
- Folkpartiet liberalerna (Partito Popolare Liberale), 7 consiglieri
- Vänsterpariet (Partito della Sinistra), 7 consiglieri
- Miljöpartiet (Partito Ambientalista i Verdi), 9 consiglieri
- Kristdemokraterna (Democratici Cristiani), 2 consiglieri
- Sverigedemokraterna (Democratici Svedesi), 3 consiglieri
- Vägvalet (lista civica) 5 consiglieri

Il comitato esecutivo della città (kommunstyrelsen), corrispondente in Italia alla giunta comunale, è composto da 13 membri, in rappresentanza dei sei maggiori partiti del kommunfullmäktige.
Il presidente dell'assemblea municipale è Aslan Akbas (Partito Socialdemocratico), mentre il presidente del comitato esecutivo (talvolta denominato sindaco), dal 1º gennaio 2023, è Jonas Attenius del Partito Socialdemocratico, che succede a Axel Josefson, in carica dal 2019.

### Gemellaggi
Göteborg intrattiene rapporti di gemellaggio con tre città dei paesi scandinavi coi quali condivide aspetti storici e culturali, sono rispettivamente le seconde tre città più popolose di Norvegia, Finlandia e Danimarca.
- Bergen
- Turku
- Århus, dal 1946
- Cracovia, dal 1988
- Melfi
- Chicago

### Città partner
I rapporti di partnership riguardano iniziative comuni fra le città e progetti che apportino benefici ad entrambi i partecipanti, rapporti di questo tipo sono in corso con tre città.
- Lione, dal 27 settembre 2005 (rapporto gestito direttamente dalla città)

Sono gestiti invece dalla Regione economica di Göteborg 
- Port Elizabeth
- Shanghai

### Località
Nel territorio comunale sono comprese le seguenti aree urbane (tätort):
- Andalen
- Angered
- Asperö
- Björlanda
- Brännö
- Donsö
- Göteborg
- Hjuvik
- Kvisljungeby
- Låssby
- Mysterna
- Nolvik
- Olofstorp
- Rödbo
- Styrsö
- Säve
- Torslanda
- Trulsegården
- Tumlehed
- Vrångö

## Economia
Grazie alla posizione vantaggiosa, Göteborg possiede il più grande e più importante porto della Scandinavia. Il commercio e il traffico navale producono da sempre ricchezza per la città, che nel XVIII secolo era sede della Compagnia Svedese delle Indie Orientali.
Oltre al commercio, il secondo pilastro su cui poggia l'economia della città è da sempre costituito dall'industria manifatturiera. Le maggiori compagnie che operano, o che hanno la loro sede principale, a Göteborg sono SKF, Volvo, Ericsson, SimBin, Atlet.
Negli ultimi tempi si stanno affermando nella città anche industrie high tech. In particolare a Göteborg furono realizzati i primi impianti dentali osteointegrati in titanio alla fine degli anni '60 dal professor Per-Ingvar Brånemark e qui hanno la loro sede due delle maggiori aziende produttrici di impianti dentali a livello mondiale, Nobel Biocare AB e Astra Tech AB.
Infine nell'economia della città stanno assumendo sempre maggiore importanza le imprese bancarie e finanziarie, così come i servizi dedicati al turismo.

## Cultura
A Göteborg hanno sede diverse istituzioni culturali, create nel corso dei secoli grazie alle ricche donazioni degli imprenditori della città. Fra i più importanti musei ci sono il museo della Città di Göteborg, che ha sede nel palazzo che una volta ospitava la Compagnia Svedese delle Indie Orientali, il Museo d'arte moderna, e il Museo della Cultura del Mondo. 
Fra le più importanti attrazioni della città, inoltre, possono essere annoverati anche il parco divertimenti Liseberg (fra i più grandi della Scandinavia) e l'Universeum.
Infine fra le più importanti istituzioni musicali ci sono la Sala Concerti, sede dell'Orchestra Sinfonica di Göteborg, e il nuovo palazzo dell'Opera, costruito nei pressi del porto.
Fra i più importanti eventi della città, invece, ci sono il Göteborg Film Festival e la Fiera del Libro, due fra i maggiori eventi culturali della Svezia.

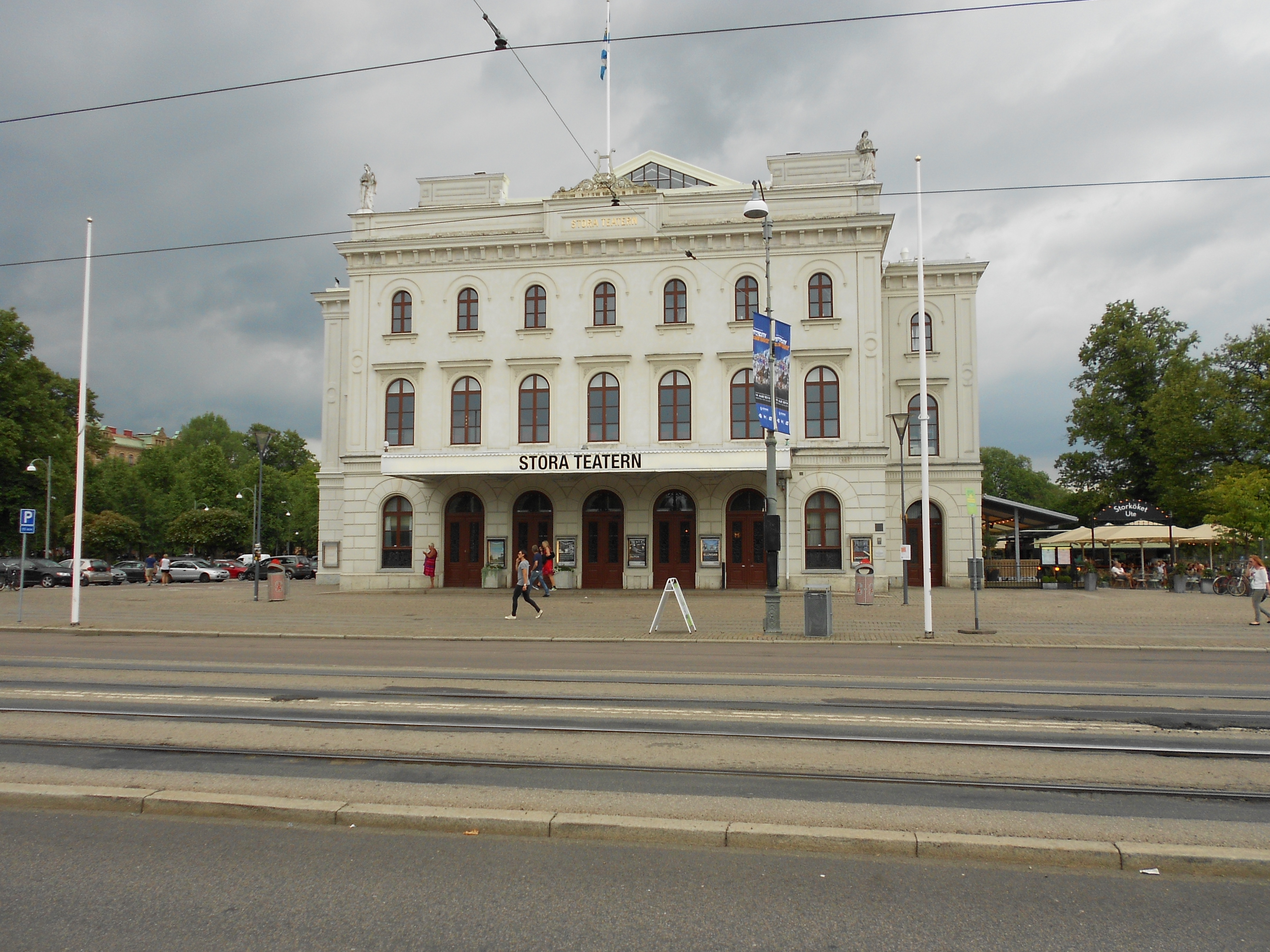
Göteborg: StoraTeatern

### Musica
Göteborg ha una ricca vita musicale e l'Orchestra Sinfonica di Göteborg è la più nota nella pratica della musica classica. Göteborg fu anche luogo di nascita del compositore svedese Kurt Atterberg. Nel 1856 qui visse il grande compositore boemo Bedrich Smetana.
Gruppi musicali come The Soundtrack of Our Lives e Ace of Base sono ben noti rappresentanti pop della città. C'è anche una scena indie attiva. Per esempio, il musicista Jens Lekman nacque nei sobborghi di Angered e chiamò il suo lavoro del 2007 Night Falls Over Kortedala come un altro sobborgo (Kortedala). Altri artisti indie apprezzati internazionalmente includono il duo electro pop degli Studio e quello dei Pacific!, il gruppo dance The Tough Alliance, il cantautore José González e la cantante pop El Perro del Mar.
La città è nota per essere il principale centro europeo del genere melodic death metal, distinto dal tradizionale death metal per il suo insieme di melodia, armonia e frequenti assoli di chitarra elettrica. Talvolta rientrano anche tastiere e cantato clean (invece del tradizionale cantato death metal in growl). I gruppi di successo di Göteborg At the Gates, In Flames e Dark Tranquillity sono considerati i pionieri di questo stile melodico. Un'altra band ben nota della scena di Göteborg è rappresentata dai Soilwork, per quanto essi provengano da Helsingborg.
Anche la band progressive power metal Evergrey viene da questa città, così come il gruppo power metal Hammerfall.

### Istruzione
Göteborg è sede di due università, entrambe fondate nel XIX secolo come college da investitori privati:
- L'Università di Göteborg (Göteborgs universitet), con circa 37 000 studenti distribuiti in otto facoltà,[14] è una delle più importanti istituzioni universitarie della Scandinavia.[15] Il Sahlgrenska Hospital dell'Università di Göteborg, in particolare il suo dipartimento di Parodontologia, è un autorevole centro di ricerca e sviluppo nell'ambito dell'implantologia dentale[6][7] che può vantare centinaia di studi clinici pubblicati nelle più importanti riviste scientifiche mondiali.[16]
- L'altra università è la Università di tecnologia Chalmers (Università tecnica Chalmars, Chalmers University of Technology), con circa 8 500 studenti.[17]

A Göteborg ci sono circa 30 scuole superiori, alcune delle quali legate alle più grandi industrie manifatturiere della città.

### Sport

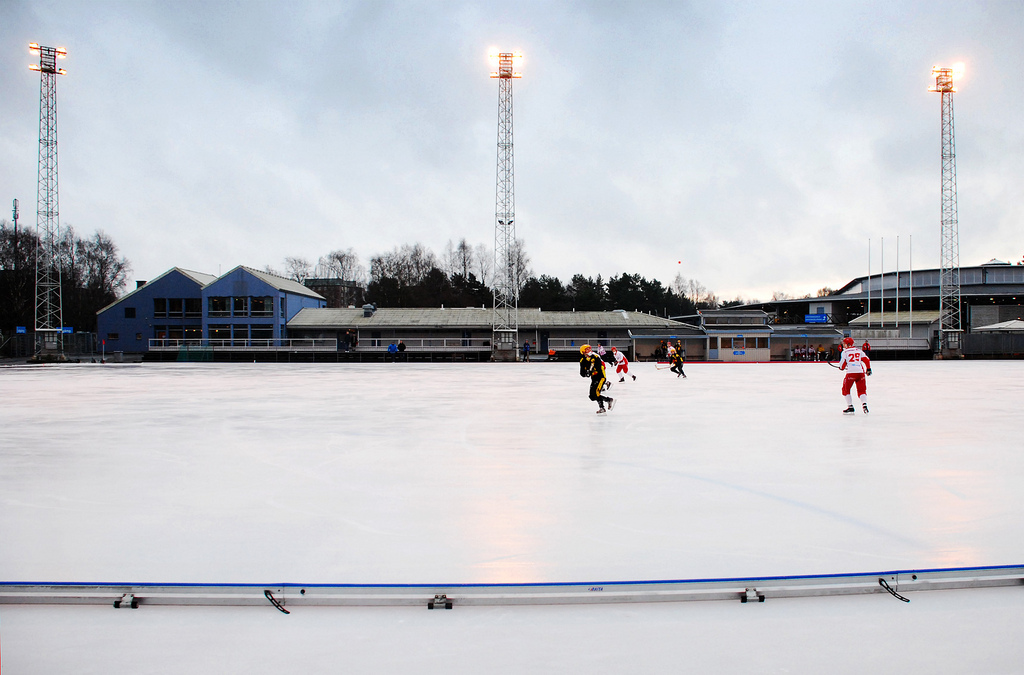
Bandy (Ruddalens idrottscentrum)

Göteborg è sede di alcune delle maggiori società sportive di tutta la Svezia. Fra gli sport più importanti praticati nella città ci sono il calcio, il basket, l'hockey su ghiaccio e la pallamano. A Göteborg, nel 1892, si è disputata la prima partita di calcio in Svezia e i cinque club calcistici della città più blasonati, ovvero l'IFK Göteborg, l'Örgryte IS, il GAIS, l'Häcken e il Västra Frölunda Idrottsförening hanno conquistato insieme 35 titoli di Campioni di Svezia. L'IFK, inoltre, ha conquistato per ben due volte la Coppa UEFA.
Negli altri sport, fra gli altri team di maggior successo, spiccano il Redbergslids IK nella pallamano e il Frölunda HC nell'hockey su ghiaccio. I maggiori impianti sportivi della città sono lo Scandinavium (utilizzato per l'hockey), lo stadio Ullevi e la nuova arena Gamla Ullevi, costruita su di uno stadio risalente al 1916 ed inaugurata nel 2009. A Göteborg sono state organizzate alcune gare di sci di fondo valide per la Coppa del Mondo 2005.
Göteborg è stata, inoltre, sede di diversi eventi sportivi internazionali fra cui il Campionato mondiale di calcio 1958, il Campionato europeo di calcio 1992, la finale della Coppa UEFA 2003-2004 e la finale della UEFA Women's Champions League 2021 per quanto riguarda il calcio, i campionati mondiali di pallamano del 1993 e del 2002, i Mondiali di Atletica leggera del 1995, gli Europei di Atletica del 2006 e i Campionati mondiali di pattinaggio di figura del 2008.
Inoltre nella città si tengono annualmente il torneo calcistico denominato Gothia Cup, le cui finali si svolgono allo stadio Ullevi, e la maratona Göteborgsvarvet.

## Infrastrutture e trasporti

### Strade
Molte delle strade della Svezia occidentale passano per Göteborg. Da sud arriva la strada E20 da Copenaghen e da nord la E6 da Oslo. Altre grandi strade che si incontrano a Göteborg sono la E45 e la statale 40.

### Mobilità urbana

#### Tram
Göteborg è oggi una delle poche città svedesi che ancora ha questo mezzo di trasporto. Attualmente Göteborg è attraversata da 13 linee del tram, che effettuano circa 2000 corse percorrendo 30000 km ogni giorno. Con i suoi 80 km di rotaie, è la più grande rete tranviaria svedese. La prima linea, trainata da cavalli, risale al 1879 e collegava Brunnsparken con Stigbergsliden. Con il passare degli anni la linea fu allungata fino al 1900, quando c'erano già 4 linee. Nel 1902 vennero inaugurate le prime due linee elettriche, e lo stesso anno scomparvero i mezzi trainati dai cavalli.
In anni recenti sono stati fatti numerosi investimenti per consolidare l'uso del tram come mezzo pubblico principale. I vecchi modelli M21, M28 e M29 sono progressivamente sostituiti dai nuovi M31. Nei tratti di interscambio col traffico automobilistico i tram hanno sempre la precedenza. Gran parte del centro cittadino è pedonalizzato e il traffico è minimo, evitando ai tram rallentamenti e ritardi, oltre che mantenendo sotto controllo la qualità dell'aria.
Con l'introduzione di un nuovo sistema di pagamento elettronico, è possibile pagare a bordo con carta di credito. Inoltre su ogni tram vengono segnalate su un monitor le due prossime fermate.

I turisti che acquistano la Goteborg City Card Archiviato l'11 luglio 2014 in Internet Archive. possono usufruire di corse illimitate sui mezzi pubblici della città per tutta la durata della carta.

#### Treno pendolare
La zona di Göteborg è servita da due linee di treno pendolare, verso Alingsås e Kungsbacka, ma una terza linea, verso Älvängen, è in fase di costruzione. Alcune delle fermate più importanti sono Göteborgs centralstation (stazione centrale della città) e Liseberg (presso il parco divertimenti).
| Linea      | Tratto                  | Aperta                                              | Numero di fermate | Fermate principali         |
| ---------- | ----------------------- | --------------------------------------------------- | ----------------- | -------------------------- |
| Alingsås   | Göteborg C – Alingsås   | anni 60, ricostruzione delle stazioni negli anni 80 | 12                | Lerum, Floda               |
| Kungsbacka | Göteborg C – Kungsbacka | 1992                                                | 8                 | Liseberg, Mölndal, Lindome |
| Älvängen   | Göteborg C – Älvängen   | In costruzione                                      | 7                 | Gamlestaden, Bohus         |
| Totale     | Totale                  |                                                     | 27                |                            |

#### Treni locali
- Bohuståget copre il tragitto Göteborg C - Stenungsund - Uddevalla - Strömstad.
- Boråståget copre il tragitto Göteborg C - Liseberg - Mölnlycke - Bollebygd - Borås.

### Aeroporti
- Aeroporto di Göteborg-Landvetter, principale aeroporto di Göteborg situato 20 km ad est della città sulla strada statale 40 verso Borås.
- Aeroporto di Göteborg-City, aeroporto dedicato al traffico leggero non commerciale situato a 9 km dal centro della città sull'isola Hisingen.

### Trasporto marittimo

#### Porto
Il porto di Göteborg è il più grande del Nord Europa ed ha un accesso sia al fiume che al mare. Il porto misura circa 22 km e la profondità dell'acqua varia tra i 20,5 metri e i 6,4 metri. In inverno, quando l'acqua è ghiacciata, il ghiaccio viene rotto affinché le navi possano avere accesso al porto.

#### Traghetti
Da Göteborg ci sono collegamenti veloci per Frederikshavn, Kiel, Kristiansand e Newcastle. La compagnia più grande è Stena Line, che ha diverse partenze ogni giorno per Frederikshavn oltre che una partenza al giorno per Kiel. La compagnia DFDS Seaways ha tre partenze verso Kristiansand, una su tre delle quali prosegue per Newcastle.

## Galleria d'immagini

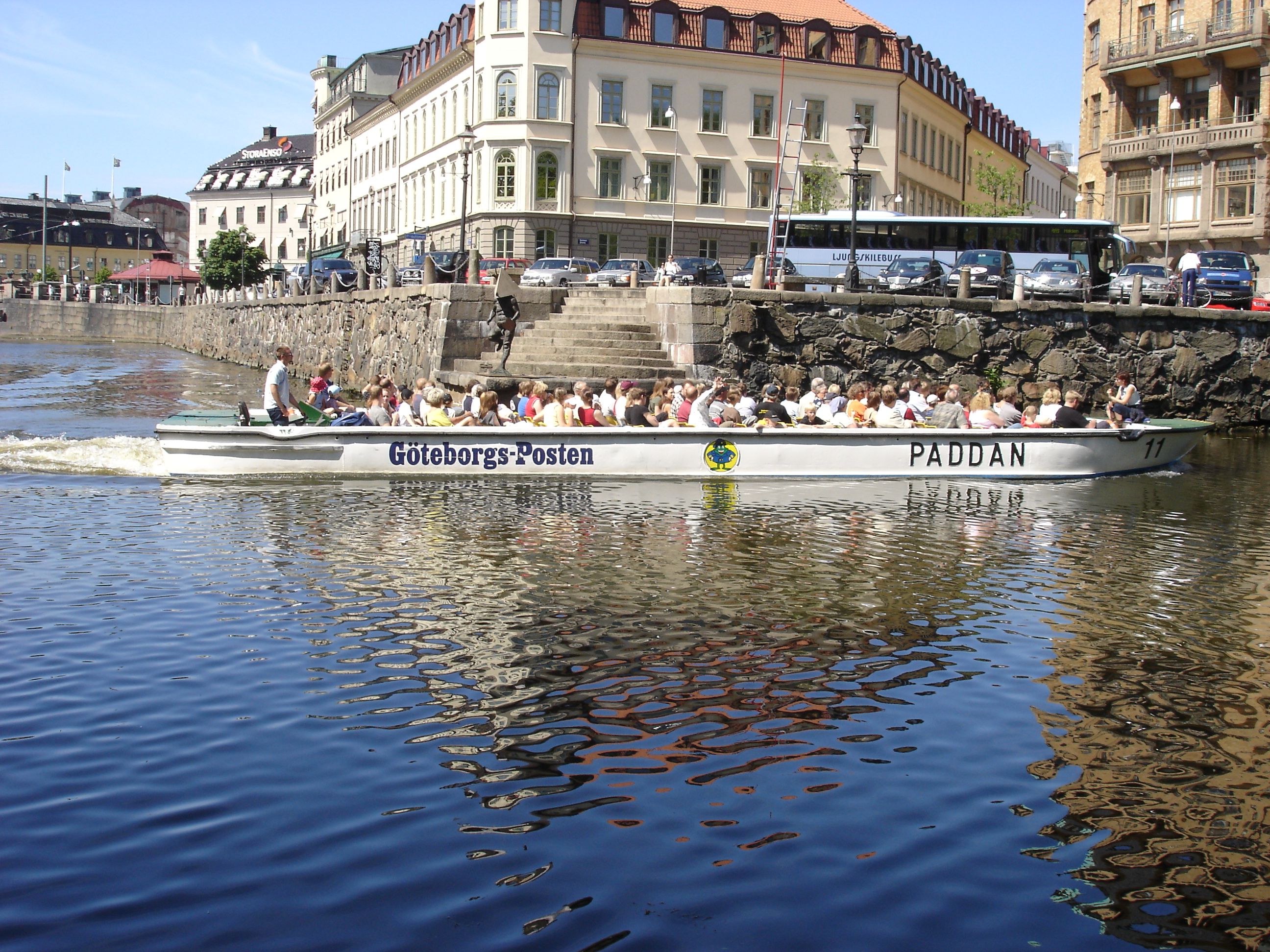
Escursione sui canali della città in battello
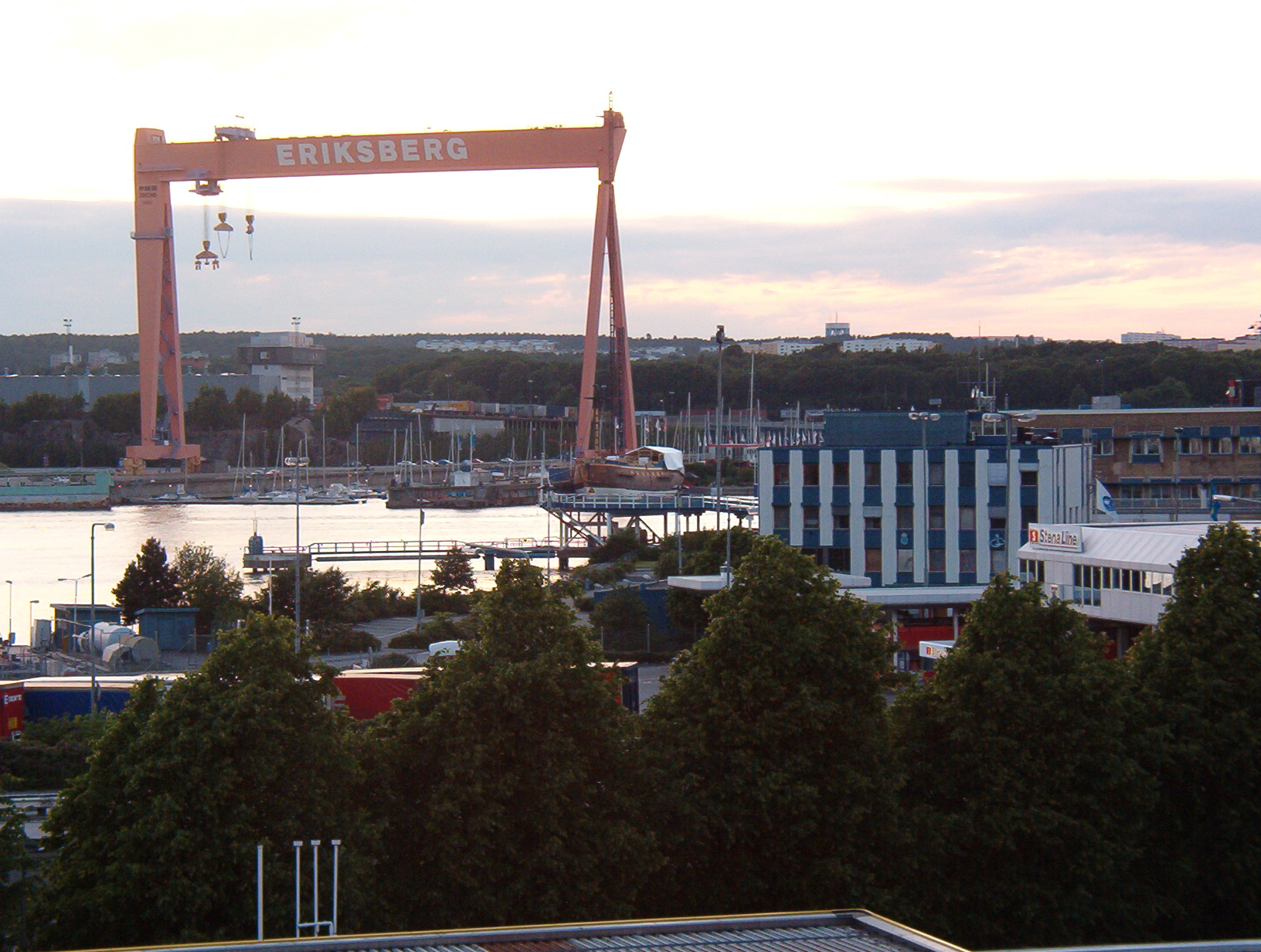
Il porto
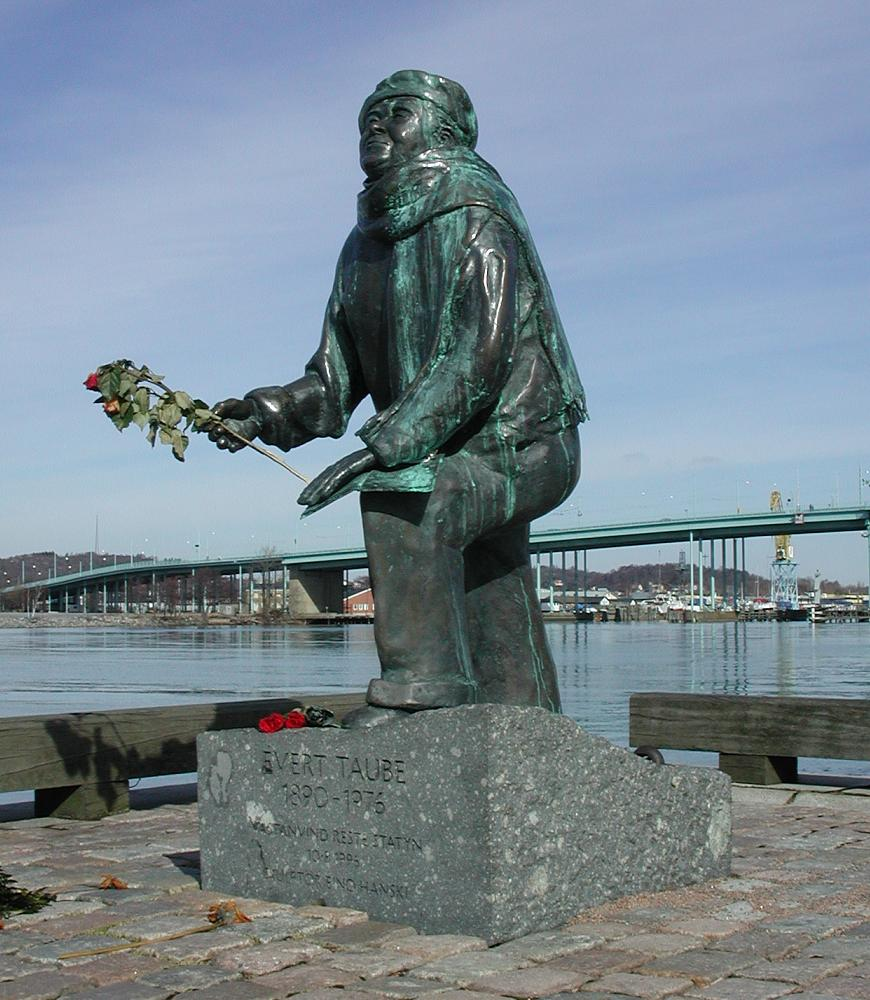
Scultura ritraente Evert Taube vicino all'Opera
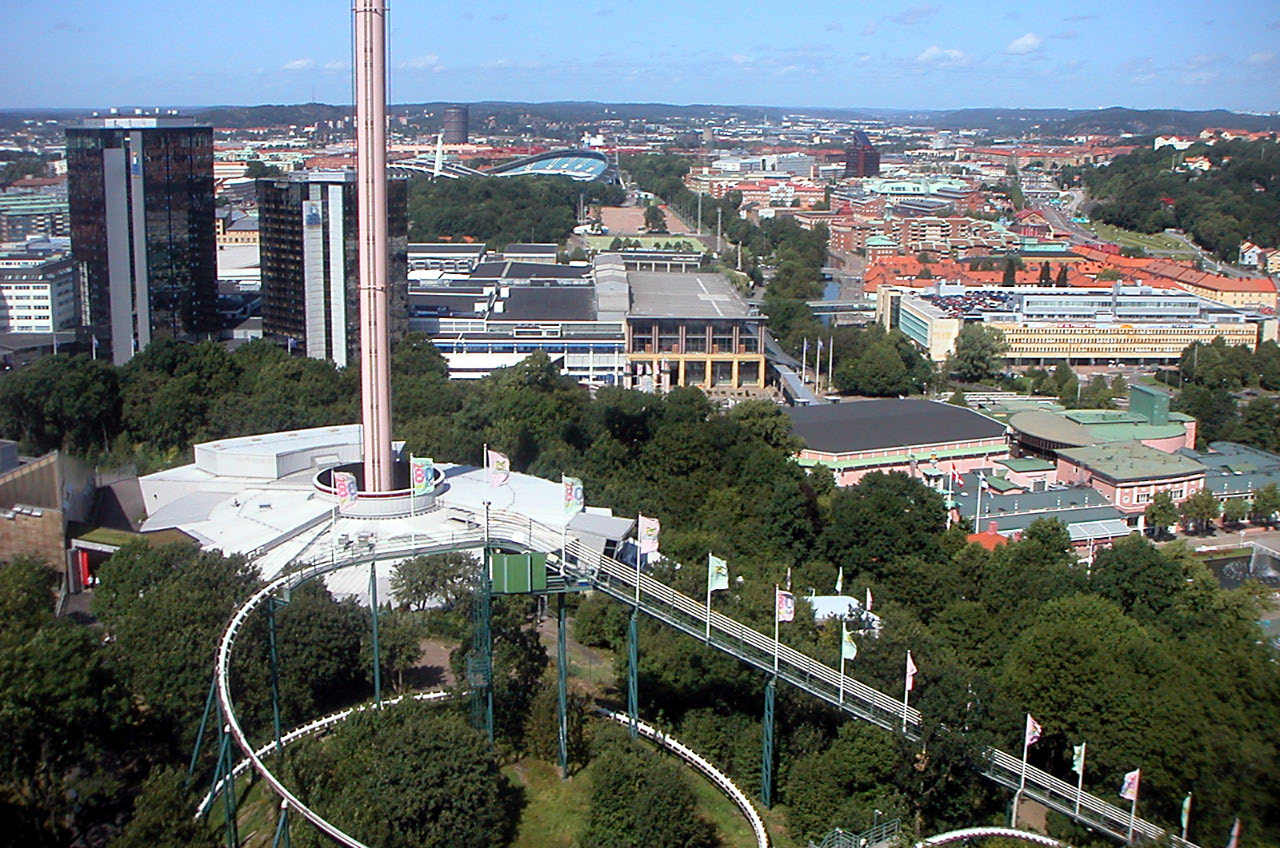
Vista di Göteborg dal parco di divertimenti Liseberg
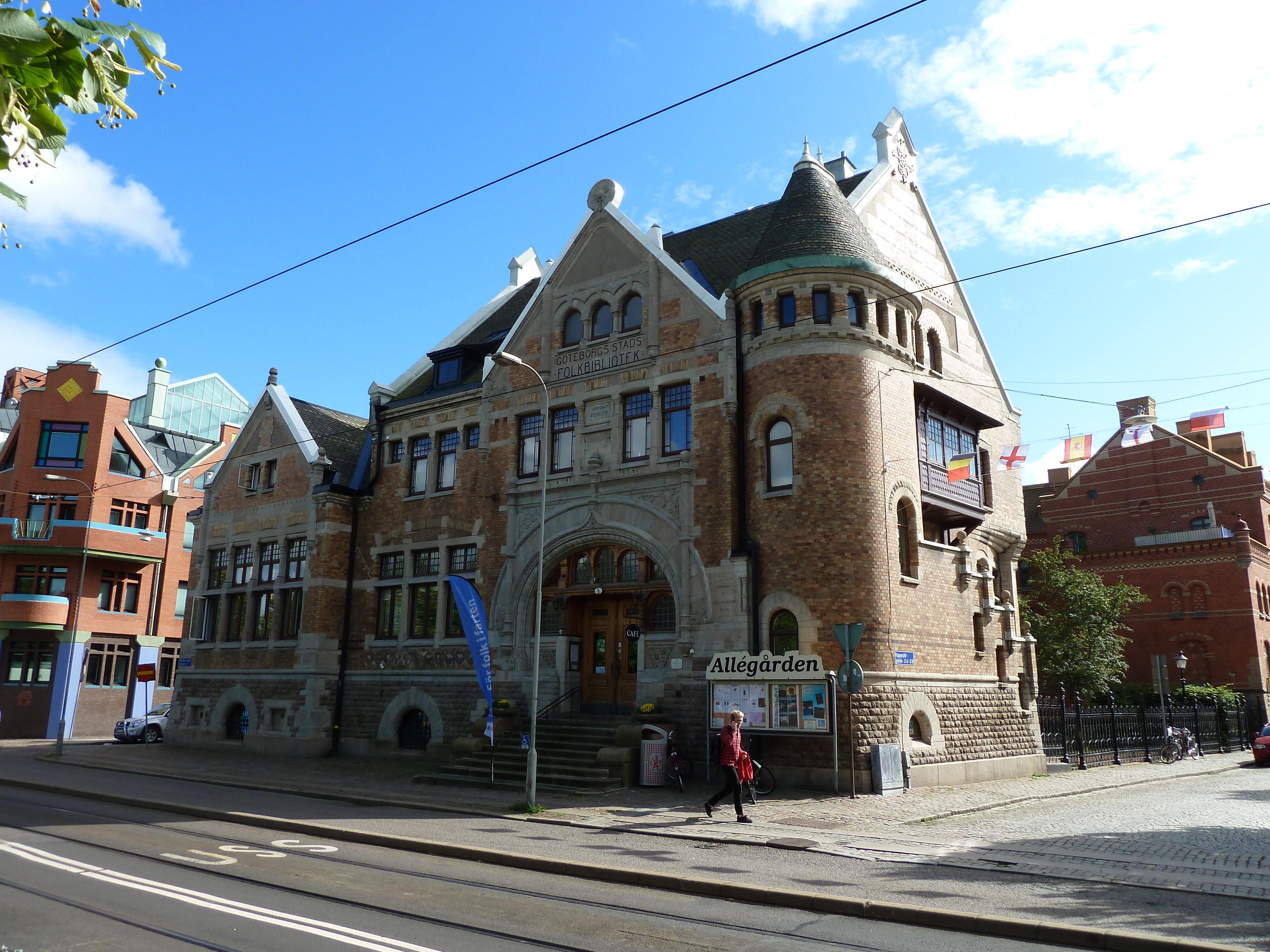
Biblioteca comunale
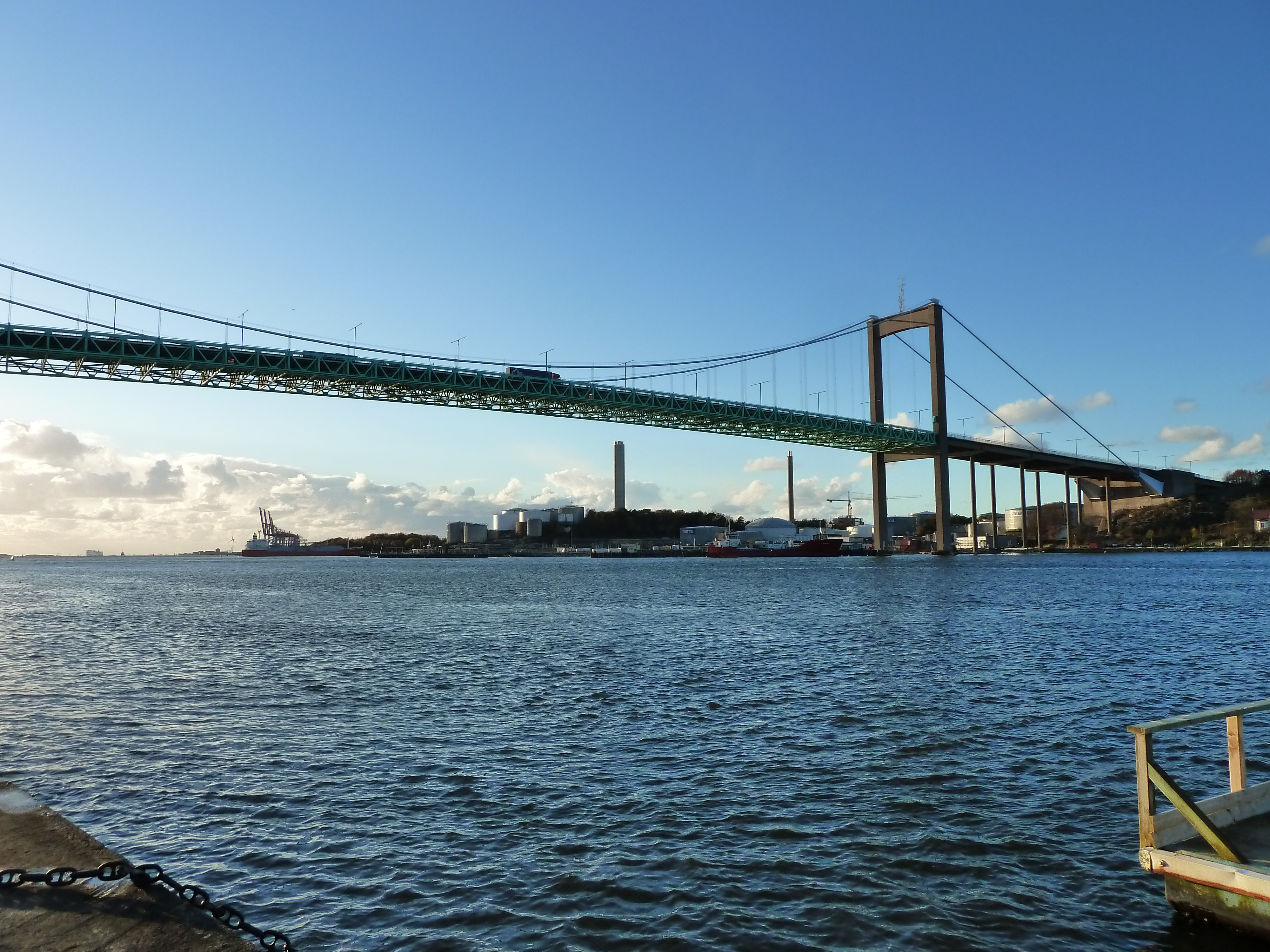
Il ponte Alvsborg sul Göta älv
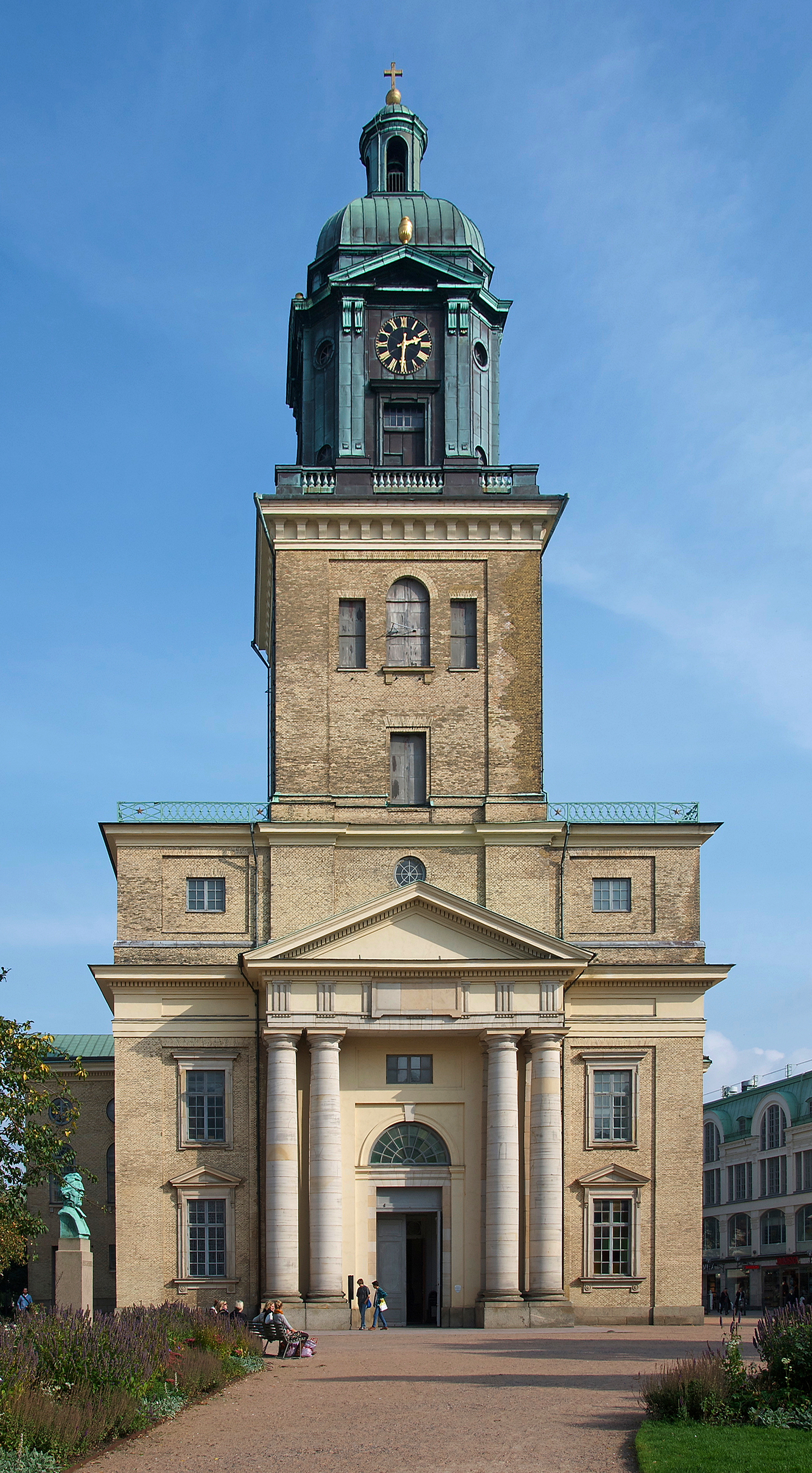
La cattedrale di Göteborg